# 大日本印刷
大日本印刷株式會社（日语：／ Dainippon insatsu kabushiki kaisha ?、英語： 、通稱DNP）為世界最大規模之綜合印刷公司。東京證券交易所市場第一部上市公司。
企業標語為「P&I Solutions DNP」。

## 概要
總部座落於日本東京都新宿区市谷加賀町。
競爭對手為凸版印刷 (公司)，就營業額、利潤和財務內容等，DNP則長期保持較高的優勢。
自1876年創業以來專注於印刷技術與資訊技術，1950年代後亦跨足其他事業領域如建築材料、資訊情報産業、生活用品產業、電子機械產業的顯示器和電子元件等，為世界上擁有最多樣化產品之印刷公司。近年更擴大事業版圖至環境、能源、生物技術等領域。
據點以日本為中心於全美國、倫敦、巴黎、荷蘭、上海、台灣、新加坡和雪梨等遍佈全球各地。
現在，日本據點於市谷地區再開發中。包括樓高125m的高層建築與27m的低層建築等，集中了企畫開發、營業和總部機能，是以既有環境優美的印刷工廠市谷工廠進化而成。其他如體育設施或文化設施也都有建設的預定。另外，此處諸種設施的周圍以綠地「市谷之森」為導向所整備，考慮到周邊的景觀和環境，地域和開發的調和等。2009年動工，目標2017年完成。

### 主要事業部門與產品
- 資訊傳播部門 - 辭典、年鑑、教科書、雜誌、型錄、傳單、手冊等印刷出版品，電子出版、各式智慧卡、多媒體、衛星播送事業，廣告宣傳媒體的企劃、設計、施工、管理，教育和出版通路事業等相關
- 生活產業部門 - 食品、日用品及醫療用品的包裝材料、塑膠射出成型容器、住宅家具的內外包裝材料、立體印刷製品、各種熱轉寫製品、鋰電池電極板、锂电池包[1]等相關
- 電子機械部門 - 積體電路用導線支架、光罩、液晶、平面顯示器用彩色濾光片、背投影電視用螢幕等相關
- 清涼飲料部門 - 碳酸飲料、無碳酸飲料等相關

### 一般消費者為主要內容的網站
- honto （页面存档备份，存于） - 電子和實體書籍兩者同時販售的混和型綜合書店。
- ビーケーワン （页面存档备份，存于） - 網路書店。
- よみっち - 手機小說發送網站。
- Dsvision.jp （页面存档备份，存于） - NDS專用漫畫、書籍、動畫、電影、戲劇、音樂和相關內容發送網站。
- DreamPages （页面存档备份，存于） - 提供線上圖片製作成照片、書籍和相冊的印刷服務。
- オトナ女子部 （页面存档备份，存于） - 20代女性生活與風格資訊之主題式網路平台。
- エルネ （页面存档备份，存于） - 網路免費空間。
- エルネパーク （页面存档备份，存于） - Twitter推廣公平交易。
- オリコミーオ （页面存档备份，存于） - 網路廣告宣傳資訊網站。
- アートスケープ （页面存档备份，存于） - 網路藝術雜誌。
- ルーヴル – DNP ミュージアムラボ （页面存档备份，存于） - 羅浮宮與DNP共同合作的計畫，一種嶄新的美術品鑑賞方式。可預約觀賞。
- メゾン・デ・ミュゼ・ド・フランス （页面存档备份，存于） - 法國的美術館、博物館紹介網站。
- DNP文化振興財団 （页面存档备份，存于） - ginza graphic gallery（ggg）／ddd gallary／現代graphic art center（CCGA）紹介。
- FOTOLUSIO （页面存档备份，存于） - Self Printer機器PrintRush放置地點檢索相關。
- 丸善＆ジュンク堂書店 （页面存档备份，存于） - 丸善、淳久堂書店店舗位置、庫存檢索相關。
- 文教堂書店 （页面存档备份，存于） - 文教堂書店店舗位置、即時書籍排名相關。
- 宇津峰カントリークラブ （页面存档备份，存于） - 會館簡介、預約相關。

### 外部評價
- 2012年10月 - 日本科學技術連盟 第7回品質經營度調査 第3名
- 2012年9月 - 日本經濟新聞社 職場環境單純的公司排名2012 第34名
- 2012年3月 - インテグレックス 第11回インテグレックスアンケート 企業誠實・透明性（倫理性・社會性）調査 15名
- 2012年1月 - 日本綜合研究所 我國企業CSR經營動向調査2011「公司的責任經營進步企業」
- 2012年1月 - Sustainable Asset Management SAM Corporate Sustainability Assessment 2012 「Sustainability Leaders 2011 / 2012」
- 2011年11月 - Carbon Disclosure Project カーボン・ディスクロージャー・プロジェクト2011 第11名／國内214社中
- 2011年9月 - 日本經濟新聞社 職場環境單純的公司排名2011 第27名
- 2011年3月 - インテグレックス 第10回インテグレックスアンケート 企業誠實・透明性（倫理性・社會性）調査 第8名
- 2011年1月 - 日本經濟新聞社 第14回環境經營度調査 第21名
- 2011年1月 - 日刊工業新聞社 第7回企業力 第7名
- 2010年10月 - 日本科學技術連盟 第6回品質經營度調査 第5名
- 2010年9月 - 日本經濟新聞社 職場環境單純的公司排名2010 第13名
- 2010年5月 - トランスペアレンシー・ジャパン 2009年度、日本企業倫理度上位30社 第4名
- 2010年3月 - インテグレックス 第9回インテグレックスアンケート 企業誠實・透明性（倫理性・社會性）調査 第9名
- 2010年1月 - 日刊工業新聞社 第6回企業力 第24名

包含DNP的國内外SRI指數。
- Dow Jones Sustainability Indexes （页面存档备份，存于）
- FTSE4Good （页面存档备份，存于）
- Ethibel Investment Register （页面存档备份，存于）
- モーニングスター社会的責任投資株価指数 （页面存档备份，存于）
- Sustainable Asset Management （页面存档备份，存于）

### 前身
前身為1876年創立的秀英舍，1935年與日清印刷合併後更名為大日本印刷。之後與日本精版（現：大阪工場）、弘益印刷（現：DNP東海）、北日本印刷（現：DNP北海道）等合併，規模逐漸擴張。
秀英舍是以佐久間貞一為中心與宏佛海、大内青巒、保田久成等人共同出資，於東京京橋彌左衛門町所創立的活版印刷公司。因佐久間貞一接掌了大教院的教會報紙發行，為了教會報紙的印刷，故買下了印刷所。秀英舍主要為報紙印刷，其代表性印刷品有中村正直《西國立志篇》活版印刷之再版。
當時活字的供給只有印刷局和築地活版兩處，創立初期活字是直接購買的，直到1881年保田久成提案才開始購入字母（父型）自己鑄造活字，1882年正式在銀座山下町設置了「製文堂」鑄造活字。繼承了築地活版和印刷局的五號系統與新筆跡的初號系統，此兩種類的書體在那時逐漸形成。明治30年代中期，後稱為「秀英體」的書體（即秀英型。特指初號系統），即使在活版印刷衰退，複寫方式轉變為寫植書體和digital type，作為大日本印刷的書體在pt制活字、Benton母型還是繼續被使用著。
日清印刷為東京專門学校（後來的早稲田大学）的印刷所設立的，承接一般的印刷業務。1907年由高田早苗創辦了公司組織，同時設立了工廠。1913年開始積極的發展off-set印刷相關的技術。

## 沿革
- 1876 - 秀英舍創立
- 1935 - 秀英舍與日清印刷合併，社名變更為大日本印刷
- 1949 - 東京證券交易所上市
- 1957 - 大阪證券交易所上市（2012年1月2日廢止）
- 1963 - 北海道Coca-Cola Bottling設立
- 2001 - DNP Group 21世紀願景訂定
- 2006 - 收購柯尼卡美能達證照照片事業
- 2006 - DNP五反田大樓完工（地上25層／地下2層（高118ｍ））
- 2008 - 圖書館通路Center、丸善股份取得並收為旗下子公司
- 2009 - 淳久堂書店股份取得並收為旗下子公司
- 2010 - 圖書館通路Center與丸善統整CHI Group設立
- 2010 - INTELLIGENT WAVE股份取得並收為旗下子公司
- 2010 - 文教堂書店股份取得並收為旗下子公司
- 2011 - 淳久堂書店與雄松堂書店和CHI Group的經營統整
- 2012 - 市谷地區再開發１期棟「南館」完成
- 2012 - 日本UNISYS股份取得、持分法適用關連公司化

## M&A
近年來，以既存事業相關公司為中心，積極的進行併購擴大事業版圖。

### 證照照片事業等
2006年KONICA MINOLTA HOLDINGS退出證照照片和相紙市場而收購了其事業部。現在業務主要以子公司DNP Fotolusio為中心。

### 教育‧出版通路事業
2008年丸善、淳久堂堂書店、圖書館通路Center等收為旗下子公司。接著2009年出資收購長久以來出版業界最大的敵人，二手書店最大手BOOKOFF，以及其他出版社如主婦之友社等適用於持分法的公司，2010年文教堂Group Holdings、西洋書籍販售的雄松堂書店皆收為旗下子公司，影響出版通路業整體結構，並在其中扮演關鍵角色。
2010年子公司丸善、圖書館通路Center的統整，CHI Group設立。此外，同樣為子公司的淳久堂書店和雄松堂書店也加入了CHI Group。
2010年與CHI Group一同開設日本國內規模最大的混合型綜合書店honto。
漫畫、文藝、Non-fiction、金融等各式各樣書籍皆可取得，也提供PC、iPhone(包括iPod touch)、iPad、DOCOMO智慧型手機、DOCOMO兼容的e-book readers等服務。 
提供一般書籍使用之電子書籍瀏覽用軟體honto BOOK，以及電子書籍使用的標準格式，內建圖像電子書籍專用大日本印刷獨有軟體「Image Viewer」。另有漫畫專用瀏覽軟體honto COMIC。2011年，與NTT DOCOMO共同出資的公司2Dfacto開始營運。

### 日本UNISYS業務協助
2012年8月、取得三井物産保有的日本UNISYS股份20,726,410 股（佔所有發行股份約18.90％、議決權比率 約22.08％）、日本UNISYS成為持分法適用關連公司。為了對應急速擴大的IT公司、廣幅的IT資源・技術情報強化是很重要的、根據IT基礎的整備・強化的觀點等綜合檢討的結果、判斷取得三井物産保有的日本UNISYS股份、以及與日本UNISYS間的業務協助對企業價值向上提升是有幫助的。

## 主要工廠
- 市谷工場 （東京都 新宿区）
- 榎町工場 （東京都 新宿区）
- 赤羽工場 （東京都 北区）
- 王子工場 （東京都 北区）
- 小豆沢工場 （東京都 板橋区）
- 神谷ソリューションセンター （東京都 北区）
- 高島平ソリューションセンター （東京都 板橋区）
- 札幌工場 （北海道 札幌市）
- 北上工場 （岩手縣 北上市）
- 仙台工場 （宮城縣 仙台市）
- 泉崎工場 （福島縣 西白河郡 泉崎村）
- 牛久工場 （茨城縣 牛久市）
- 宇都宮工場 （栃木縣 栃木市）
- 柏工場 （千葉縣 柏市）
- 川口工場 （埼玉縣 川口市）
- 白岡工場 （埼玉縣 南埼玉郡 白岡町）
- 上福岡工場 （埼玉縣 富士見野市）
- 狹山工場 （埼玉縣 狹山市）
- 鶴瀨工場 （埼玉縣 入間郡 三芳町）
- 蕨工場 （埼玉縣 蕨市）
- 久喜工場 （埼玉縣 久喜市）
- 大利根工場 （埼玉縣 加須市）
- 橫濱工場 （神奈川縣 橫濱市）
- 川崎工場 （神奈川縣 川崎市）
- 小田原工場 （神奈川縣 小田原市）
- 中津川工場 （岐阜縣 中津川市）
- 名古屋工場 （愛知縣 名古屋市）
- 龜山工場 （三重縣 龜山市）
- 滋賀工場 （滋賀縣 甲賀市）
- 太秦工場 （京都府 京都市）
- 吉祥院工場 （京都府 京都市）
- 京田邊工場 （京都府 京都市）
- 奈良工場 （奈良縣 磯城郡 川西町）
- 堺工場 （大阪府 堺市）
- 小野工場 （兵庫縣 小野市）
- 神戶工場 （兵庫縣 神戶市）
- 姬路工場 （兵庫縣 姬路市）
- 岡山工場 （岡山縣 岡山市）
- 三原工場 （廣島縣 三原市）
- 德島工場 （德島縣 徳島市）
- 福岡工場 （福岡縣 福岡市）
- 筑後工場 （福岡縣 筑後市）
- 黑崎工場 （福岡縣 北九州市）

## 主要研究所
- 研究開發中心 （千葉縣 柏市）
- 技術開發中心 （茨城縣 筑波市）
- 情報傳播研究開發中心 （東京都 品川区）
- 奈米科學研究中心 （茨城縣 筑波市）
- 電子模組開發中心 （埼玉縣 富士見野市）
- 包裝研究所 （東京都 北区）
- 産業資材研究所 （東京都 北区）
- 住空間材料研究所 （埼玉縣 入間郡）
- 情報記錄材研究所 （埼玉縣 狹山市）
- 光學材料研究所 （千葉縣 柏市）
- 顯示器製品研究所 （埼玉縣 北埼玉郡）
- 電子元件研究所 （埼玉縣 富士見野市）

## 關係公司
DNP Group包括大日本印刷與其子公司155社、關係公司15社所組成。(2012年3月現在)

### 主要子公司

#### 國内
- 北海道可口可樂飲料製造（北海道コカ・コーラボトリング） - 飲料製造事業
- 丸善CHI控股 - 丸善、圖書館流通中心（図書館流通センター）持股公司
  - 丸善 - 西洋、一般書籍販售、圖書館支援業務
  - 圖書館流通中心 - 針對圖書館一般書籍販售，圖書館支援業務
  - 淳久堂書店 - 一般、專門書籍販售
- 文教堂集團控股 （文教堂グループホールディングス）- 一般書籍販售
- インテリジェント ウェイブ - 資訊系統、軟體的開發與販售
- DNP會計服務 （DNPアカウンティングサービス）- 財務管理事務代行服務
- DNPカラーテクノ亀山 - 液晶彩色濾光片的製造、販售
- DNP西日本 - 中国、四国、九州等地的印刷物製造、販售
- DNPファインケミカル - 印刷用油墨、化學製品製造事業
- DNPフォトイメージング - 投資公司
- DNPフォトルシオ - 證照照片、相紙事業
  - Konica Minolta之底片事業轉讓，並繼承「センチュリア」品牌（2009停止製造）
- DNP精密裝置製造 （DNPプレシジョンデバイス）- 液晶顯示器用彩色濾光片製造、檢查
- 大日印物流 （DNPロジスティクス）- 貨物運送、倉庫業、捆包、發送業務
- 2Dfacto - NTT DOCOMO共同成立，公司營運NTT DOCOMO的智慧型手機、電子書閱讀器等電子書籍發送網站

#### 海外
- DNP Corporation USA （美國 紐約）
- DNP America, LLC （美國 紐約）
- DNP Electronics America, LLC （美國 加州）
- DNP Holding USA Corporation （美國 德拉瓦州）
- DNP IMS America Corporation （美國 北卡羅萊那州）
- DNP Photo Imaging America Corporation （美國 德州）
- DNP Denmark A/S （丹麥 哥本哈根）
- DNP IMS Netherlands B.V. （荷蘭 阿姆斯特丹）
- DNP Photo Imaging Corporation SAS （法國 巴黎）
- DNP Photo Imaging Europe SAS （法國 巴黎）
- DNP Photomask Europe S.p.A （義大利 Agrate）
- DNP Taiwan Co.,Ltd. （台灣 台北）
- DNP Display Technology Taiwan Co.,Ltd. （台灣 台北）
- Photronics DNP Mask Corporation （台灣 新竹市）[2]
- DNP Plastic Molding(Shanghai) Co.,Ltd. （中國 上海）
- PT DNP Indonesia （印尼 雅加達）
- Tien Wah Press(Pte.) Ltd. （新加坡）

經由丸善CHI控股：
- 台灣淳久堂書店 （台灣台北）[3]
- Librairie Junku（巴黎淳久堂）[4]

### 主要關係公司
- ブックオフコーポレーション - 二手書販售
- 主婦之友社 - 雜誌、書籍編集、出版事業
- 教育出版 - 教科書編集、出版事業
- 日本UNISYS - 企業解決方案相關的IT服務、系統整合

## 關連項目
- 青木弘 - 大日本印刷前前社長（三男為北島織衛）
- 北島織衛 - 大日本印刷前社長（親生父親為青木弘。養子身份繼承北島家。長男為北島義俊）
  - 北島義俊 - 大日本印刷現社長
    - 北島義斉 - 大日本印刷副社長（北島義俊之子）
    - 北島元治 - 大日本印刷常務取締役（北島義俊之子）
- 大日本印刷金鷹 - 曾存在過的男子棒球隊。

## 註解
1. ↑  . DNP.   [2023-02-16]. （原始内容存档于2023-02-16）.
2. ↑  PDMC 台灣美日先進光罩股份有限公司
3. ↑  . 台灣淳久堂股份有限公司.   [2020-08-17]. （原始内容存档于2020-04-22）.
4. ↑  . Librairie Junku.   [2020-08-17]. （原始内容存档于2020-08-27）.